# Železniška proga Ljutomer–Gornja Radgona
Železniška proga Ljutomer–Gornja Radgona je ena izmed železniških prog, ki sestavljajo železniško omrežje v Sloveniji. Prometu je bila predana 16. oktobra 1890, ko so 5 let prej zgrajeni odsek med Špiljem (nemško: Spielfeld Straß) in Radgono (Bad Radkersburg) podaljšali do Ljutomera. Ob koncu 1. svetovne vojne, ko je na Muri bila določena meja med Avstrijo in Kraljevino SHS, je slovenski del proge bil brez neposredne povezave s preostalim slovenskim železniškim omrežjem. Zato so bili do leta 1924, ko je bila zgrajena povezovalna proga med Ormožem, Ljutomerom in Mursko Soboto, uvedeni tranzitni vlaki med Ljutomerom in Mariborom brez postankov na avstrijskem delu med Radgono in Špiljem. Povezava med Radgono in Gornjo Radgono je bila dokončno prekinjena 17. aprila 1945, ko je umikajoča se nemška vojska razstrelila most čez Muro. Avstrijci so zatem demontirali odsek med radgonsko postajo in državno mejo ter na trasi zgradili zvezno gimnazijo. 17. oktobra 2010 je v organizaciji avstrijskoštajerskih ljubiteljev železnice bil organiziran tudi posebni vlak med Gornjo Radgono in Radgono. Zaradi prekinjene neposredne povezave med mestoma je vozil po daljši poti čez Ljutomer, Ormož, Pragersko, Maribor in Špilje. 
Danes je proga namenjena le tovornemu prometu. Potniški promet po njej poteka le v času kmetijsko živilskega sejma v Gornji Radgoni, ko obratujejo posebni vlaki.
Začetna železniška postaja je Ljutomer, medtem ko je končna Gornja Radgona.